# プジョー・2008
プジョー・2008（Peugeot 2008 ）は、フランスの自動車メーカー・プジョーが製造・販売する小型SUVである。

## 初代 A94型（2013年-2020）
2012年9月のパリモーターショーにてコンセプトを出展。2013年1月7日に市販型の概要が発表され、3月のジュネーヴモーターショーで正式に公開された。
2008は（三菱自動車工業からのOEM車種を除けば）3008に続いてプジョーで2番目となるSUVであり、208をベースに開発されている。2008はプジョーで初めてヨーロッパ、中華人民共和国、南アメリカの従業員が同時に設計・開発に携わった車種である。
生産はフランスのミュルーズ工場にて行われ、ヨーロッパ以外にもトルコ、オーストラリア、南アフリカ共和国、日本、ロシアにも輸出される。また、中国向けは武漢工場で、南米向けはブラジルのポルト・レアル工場で生産が行われる予定である。
2008の販売は好調で、発売2か月でヨーロッパ全体で2万6,000台以上を受注した。このためミュルーズ工場では増産に踏み切ることになった。当初の310台/日から10月半ばの時点で615台/日に倍増する。発売開始から1年も経たない2014年2月14日には累計生産台数が10万台に到達した。2014年4月1日には再度の増産（860台/日）が発表された。この時点で累計受注台数は12万台を超えている。日本においても人気で、2018年にはプジョー国内販売の約14％を占めている。
2020年8月生産終了。

### メカニズム
エンジンの種類は、ガソリンが直列3気筒1.2L VTi 60kW (82PS)と直列4気筒1.6L VTi 88kW(120PS)の2種類、ディーゼルが直列4気筒1.4L HDi 50kW(68PS)と直列4気筒1.6L e-HDi 68kW(92PS)、直列4気筒1.6L e-HDi 84kW (115PS)の3種類である。日本仕様では2016年モデルから、ガソリンの直列3気筒直噴ターボエンジン1.2L PureTech 81kW(110PS)を搭載した。
トランスミッションは、1.6L e-HDi 84kWが6速MTで他は全て5速MTとなる。また、1.6L e-HDi 68kWには6速EGC搭載車もある。日本仕様では2016年モデルから、アイシン製6速ATとなった。
駆動方式は、FFのみである。上位グレードには、地形や路面状況に応じて最適なトラクションを確保するグリップコントロールシステムが装備されており、センターコンソールのダイヤルを操作することで、雪道、砂地、沼地など5つのモードから選択することができる。
安全装備は、全車に標準で6エアバッグ、EBD、トラクションコントロールシステム等が装備される。衝突被害軽減ブレーキ（アクティブシティブレーキ）は、日本仕様では2016年モデルから標準装備となった。
インテリア装備は、人間工学に基づいた「i-Cockpit（アイコックピット）」と呼ばれる、小径ステアリングの上からのぞくように配置されたヘッドアップディスプレイ風メーターパネル等から構成されている。7インチタッチスクリーンも標準で装備され、カーナビゲーションの他、Peugeot Connect Appsが組み込まれていて、天気予報や交通情報などの取得に3G接続を利用できる。アプリストアとソーシャルメディア、電子メール、ウィキペディアといった追加アプリも導入する予定である。機能のアップグレードは、USB端子を介して可能としている。
PEUGEOT MIRROR SCREEN（Apple CarPlay、Android Auto）は、2016年モデルから対応した。

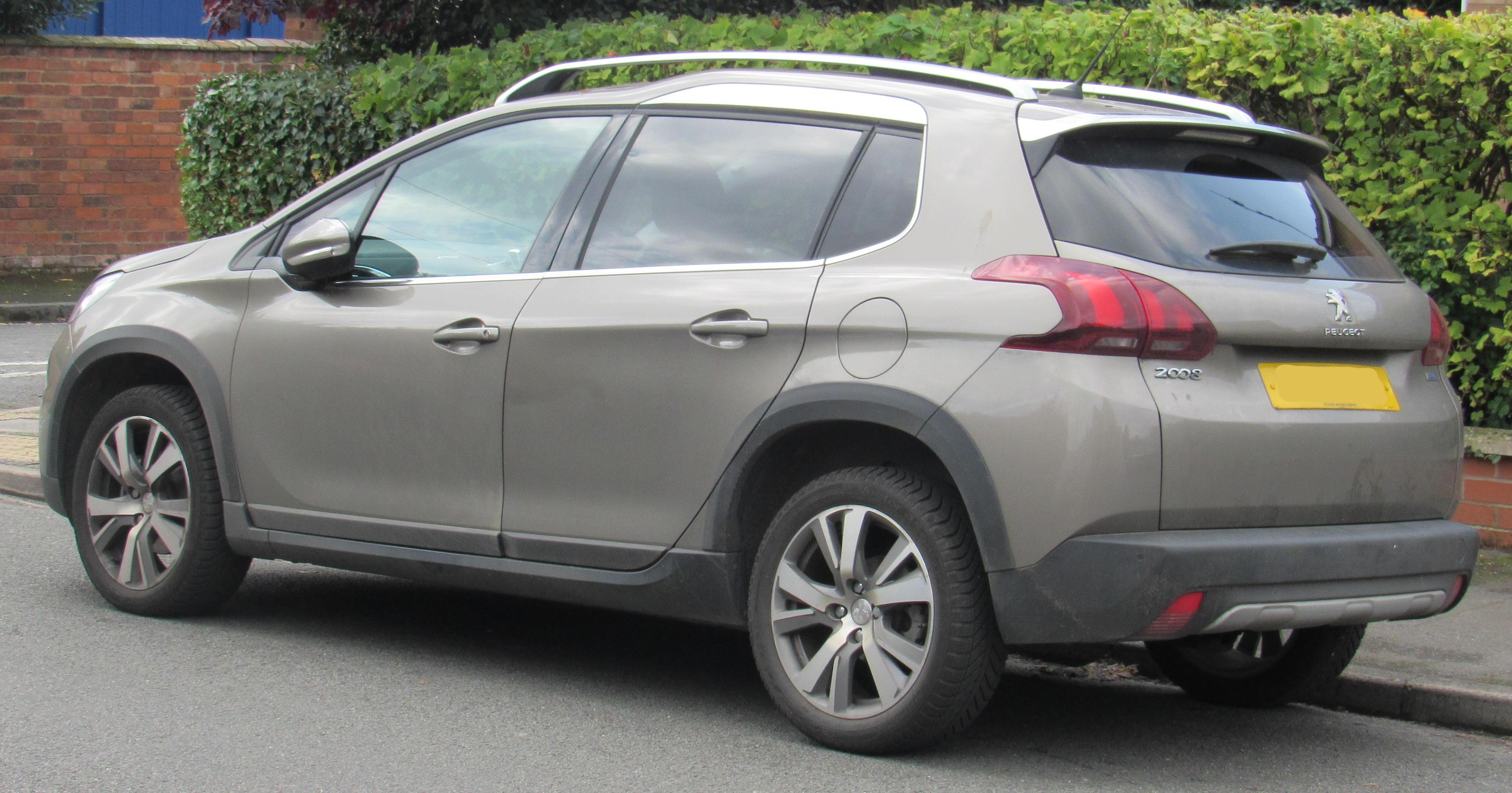
後期型 リア
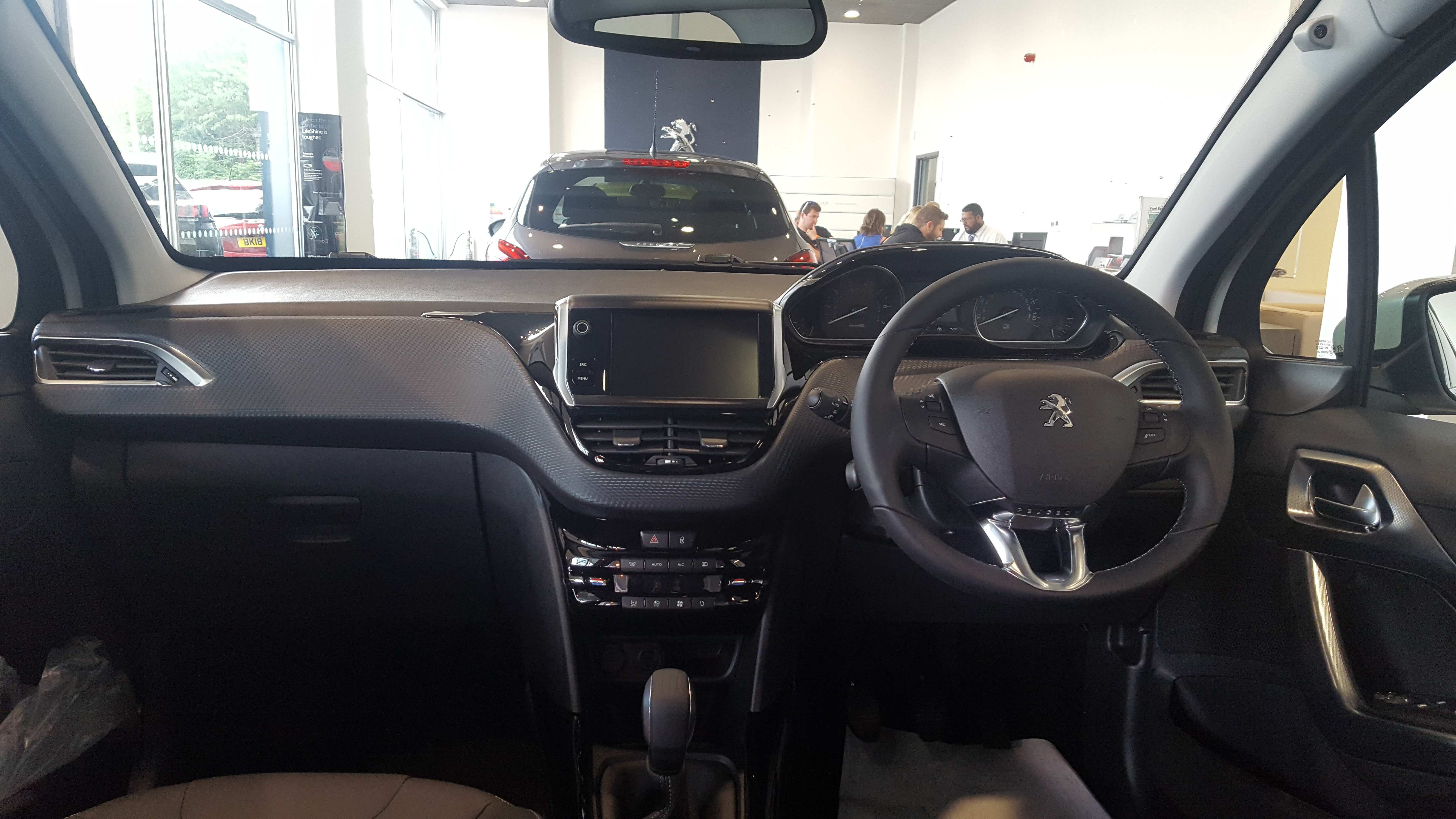
後期型 インテリア

## 2代目 P24型（2019年-）
2019年6月19日、2代目となる2008を欧州にて発表。実車は2019年の広州モーターショーにて世界初公開された。2020年1月6日、フランス本国にて発売。PSAグループ共通で使用される「CMP」（コモン・モジュラー・プラットフォーム）をベースに開発された。
2024年末にディーゼルの生産を終了。

### e-2008
2019年6月19日、新型2008と同時に発表された。PSAグループの「e-CMP」をベースに開発された電気自動車で、最大出力136hp、最大トルク26.5kgmを発揮するモーターを搭載する。バッテリーは蓄電容量が50kWhで、1回の充電での航続距離は最大430km（NEDC計測）。

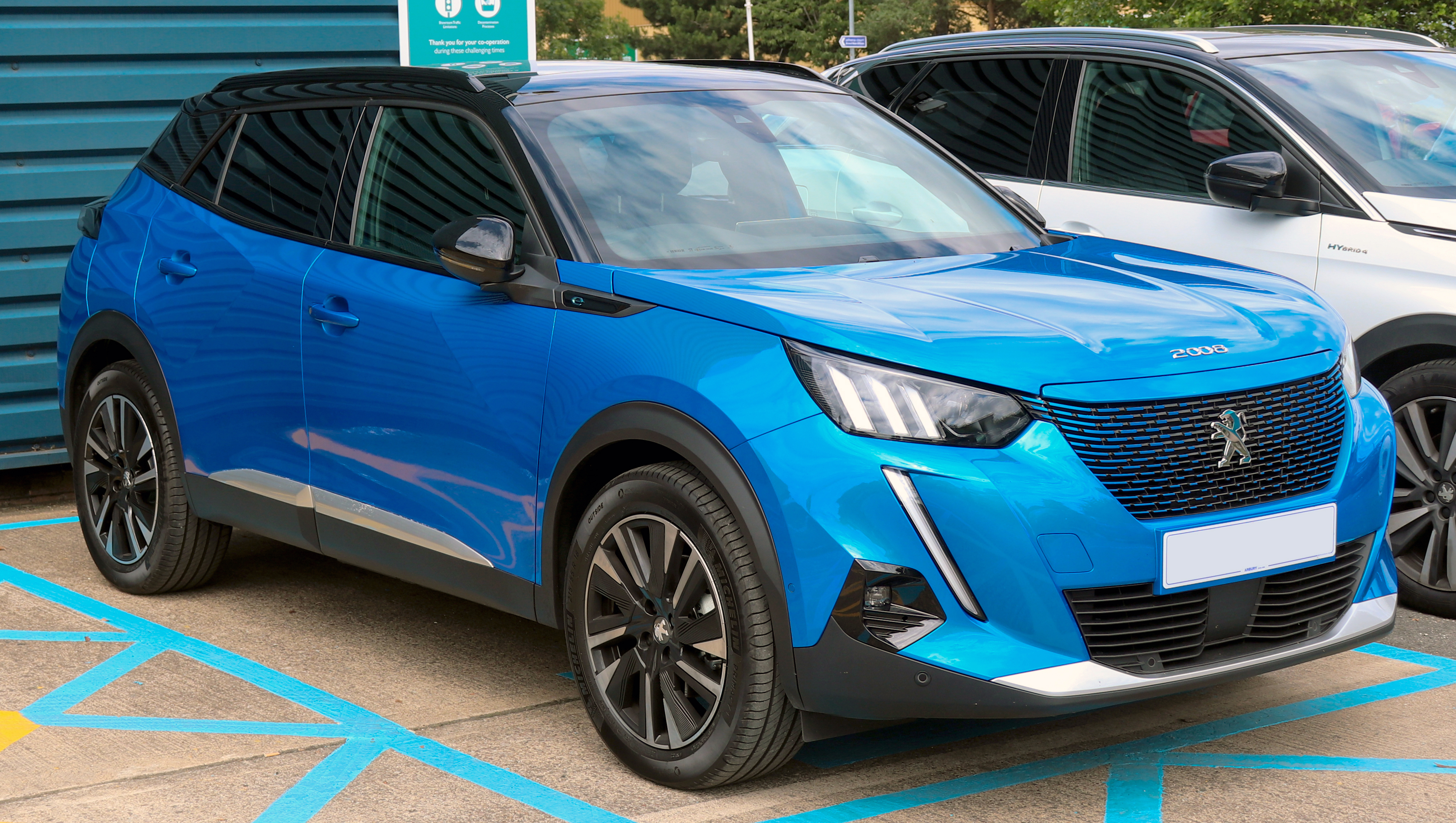
e-2008 GT Line

## ダカール・ラリー
プジョー・スポールは2015年、実に25年ぶりにダカール・ラリーに復帰。デザインモチーフを2008に借りた「2008 DKR」を開発した。実態としては市販車に由来しない鋼管製パイプフレームの二輪駆動バギーであった。
二輪駆動規定はボディサイズ・重量・サスペンションストローク量・タイヤサイズ・内圧調整システムなどあらゆる点で四輪駆動車より大幅に緩いものの、それ以上にトラクションの不利が大きかった。そのためあくまで資金力に劣るプライベーターや独立系のコンストラクターが用いるためのものであり、資金力が十分なら四輪駆動が有利と認識されていた。しかし2013年大会で二輪駆動バギーを重視する規則改定が行われて以降、ジェフリーズ・レーシングやSMGといった二輪駆動バギー勢がステージ優勝常連となり、セミワークスの四輪駆動勢を大いに脅かすようになった。そこでプジョーはメーカーのワークス系チームとしては初めて二輪駆動車を採用した。
ドライバーは2010年ダカール四輪王者カルロス・サインツ、5度の二輪王者シリル・デプレに、二輪・四輪両方で当時11度の王者となったステファン・ペテランセルという強力な布陣で、デビューイヤーにして優勝候補と目されていたが、どのステージでも3位以内に入ることができないほど速さが不足しており、総合トップ10入りは果たせなかった。ペテランセルが11位、デプレが34位でそれぞれ完走、サインツは5日目でクラッシュしリタイアした。
2016年は前年の体たらくから二輪駆動を諦めることも想定されたが、結局四輪駆動は選択せず、改良と熟成を進めた「2008 DKR 16」でリベンジ。全長4,284mm、全幅は2,200mmとそれぞれ約200mmずつ拡張され、オーバーハングは縮小。エンジン出力はトルクはそのまま350馬力へと増加。サスペンションや重量配分、エアインテークなどあらゆる点が見直された。ドライバーにWRCを9連覇した王者セバスチャン・ローブも加わり、4台体制となる。この年プジョーの速さは前年と打って変わり圧倒的で、全13ステージ中9ステージで勝利を飾った。サインツはリタイア、デプレとローブはそれぞれ7位と9位となるが、ペテランセルが自身6度目となる四輪での総合優勝を果たした。プジョーとしては1990年の405 T16以来の栄冠で、「砂漠のライオン」の帰還を宣言するものとなった。なおペテランセルはライバルのX-raidから違法給油をしていたとして抗議されていたが、運営の裁定により無罪となっている。
2017年は市販車のフルモデルチェンジに合わせて3008 DKRにバトンタッチするが、2008 DKRは旧グループPSA（プジョー・シトロエン）と関わりの深いPHスポールの手へと渡り、ハリド・アル＝カシミらプライベーターがドライブした。

## 日本での販売

### 初代
- 2013年11月、東京モーターショーで初公開された。
- 2014年2月15日から販売開始。グレードはPremiumとCieloの2つで、いずれも1.2L、直列3気筒自然吸気エンジンと5速ETGが設定された。
- 2016年3月7日、アイシン製6速AT、1.2L、直列3気筒直噴ターボエンジン（PureTech）、17インチアルミホイール等を装備した、CROSSCITY（クロスシティ）を販売開始[23]。
- 2016年9月15日、マイナーチェンジ[24]。フロントグリルやボンネットなどが変更されたほか、グレードが「アリュール」と「GTライン」の2つとなった。
- 2017年10月10日、「アリュール」をベースにした特別仕様車、「クロスシティ」を再設定[25]。専用ロゴをフロントドアやフロアマットなどに配したほか、「グリップコントロール」、16インチアロイホイールなどを装備する。
- 2018年10月10日、ロールオーバーバルブに不具合があるとしてリコールを届け出た[26]。
- 2018年12月18日、「アリュール」をベースにした特別仕様車、「クロスシティ」を再設定[27]。2017年仕様の装備内容にバックアイカメラを加える。
- 2019年6月10日、特別仕様車「2008GTライン・ブラックパック」を発売[9]。

### 2代目
- 2020年9月16日、「SUV 2008」・「SUV e-2008」としてフルモデルチェンジ。グレードはSUV 2008（1.2L 直列3気筒直噴ガソリンターボエンジンとアイシン製8速ATの組み合わせ）・SUV e-2008（電気自動車）ともGTラインとアリュールの2つ[28]。
- 2021年2月8日、仕様変更。GTラインを「GT」に改称、アリュールはフロントフォグランプを追加し208アリュールと共通パターンのシート表皮に変更。併せて、GT（ガソリン車）をベースに18インチアロイホイール“BUND”、パークアシスト、パノラミックサンルーフを追加した特別仕様車「GT ドライブエディション」を発売[29]。尚、同年1月27日発表の3008を皮切りとした表記変更[30]に伴い、“SUV”を省いた車名表記（「2008」・「e-2008」）となる。
- 2022年3月2日、1.5Lクリーンディーゼルターボ仕様の「GT BlueHDi」「GT Pack BlueHDi（GT BlueHDiをベースにブラックナッパレザーシート、運転席パワーシート&アクティブランバーサポート、パノラミックサンルーフを追加した特別仕様車）」を発売。同時に、全車でオートマチックセレクターを指先だけで操作できるトグルタイプに変更[31]。
- 2022年4月11日、e-2008をe-208と共に仕様変更[32][33]。ギヤ比の変更やヒートポンプの効率改善により、一回当たりの充電走行距離が360kmから380kmへ20km延長。これにより、「クリーンエネルギー自動車・インフラ導入促進補助金」の、EVにおける補助上限額65万円が交付される。令和4年度当初予算「クリーンエネルギー自動車導入促進補助金」も同様に対象となる見込み。また、ガソリン車で既に採用されているトグルタイプのオートマチックセレクターを採用した。